# Sarawee
Sarawee (auch: Sarawina) ist ein Ort im Distrikt Stann Creek von Belize.
2010 hatte der Ort 525 Einwohner.

## Geografie
Der Ort liegt am Südufer des North Stann Creek mit zwei Siedlungen, die sie teilweise entlang des Hummingbird Highway erstrecken. Dangriga an der Küste ist nur etwa 3 km entfernt. Etwa zwei Kilometer westlich des Ortes zweigt der Southern Highway nach Süden ab. Die nächsten Orte in dieser Richtung sind Hope Creek und Canada Hill. Im Süden liegt der Gra-Gra-Lagoon-Nationalpark. Und am Southern Highway liegt Silk Grass (SW).

## Klima
Nach dem Köppen-Geiger-System zeichnet sich durch ein tropisches Klima mit der Kurzbezeichnung Af aus.

## Geschichte
1913 beschlossen der Arzt Smith Osborne Browne, der Manager Alfred Edward Vine (British Honduras Syndicate) und der Plantagenbesitzer (Bananenplanter) William Alexander Bowman, 900 Orangenbäume aus Florida zu importieren. Sie legten in Sarawee und Pomona die ersten Zitrusplantagen in Belize an. Seither wird im Stann Creek Valley vor allem Zitrusfrüchte angebaut.

## Verkehr
Zwischen 1908 und 1937 gab es die Stann Creek Railway, eine Bahnlinie, die von Dangriga nach Middlesex führte und eine Haltestelle in Sarawee unterhielt.